# پایگاه هوایی دانسکویی
پایگاه هوایی دانسکویی (به انگلیسی: Donskoye (air base)) یک فرودگاه نظامی است که یک باند فرود بتن دارد و طول باند آن ۵۰۰ متر است. این فرودگاه در کشور روسیه قرار دارد و در ارتفاع ۵۰ متری از سطح دریا واقع شده‌است.